# Суфлер
Суфлер је посебно обучено стручно лице које, неометајући представу, скривен иза кулиса или поред сцене, тихим гласом говори, дошаптава текст извођачима у току представе, ако се укаже потреба. Током проба помаже глумцима да савладају текст, а у свом раду користи посебну, суфлерску књигу, у коју уписује све важне назнаке везане за текст (паузе, назнаке и сл.).